# Barcímio Sicupira Júnior
Barcímio Sicupira Júnior (Lapa, 10 mei 1944 – Curitiba, 7 november 2021) was een voormalig Braziliaans voetballer, beter bekend onder zijn voetbalnaam Sicupira.
Hij speelde een groot deel van zijn loopbaan voor Atlético Paranaense en is daar een van de grootste clubidolen. Hij scoorde 158 doelpunten voor Atlético.